# Alteromonadaceae
Famille
Genres de rang inférieur
- Aestuariibacter
- Agaribacter
- Alteromonas, genre type

Les Alteromonadaceae forment une famille de bactéries à Gram négatif, de l'embranchement des Pseudomonadota. Cet ordre est contient les bactéries du genre Alteromonas.

## Taxonomie

### Étymologie
La famille Alteromonadaceae a été nommée ainsi d'après le genre type qui lui a été assigné, Alteromonas,. Son étymologie est la suivante : Al.te.ro.mo.na.da’ce.ae N.L. fem. n. Alteromonas, genre type de la famille; L. fem. pl. n. suff. -aceae, suffixe signifiant famille; N.L. fem. pl. n. Alteromonadaceae, la famille des Alteromonas ,,.

### Historique
La famille Alteromonadaceae a été décrite en 2001 pour regrouper dans une même famille les genres de Protéobactéries marines Alteromonas, Pseudoalteromonas, Idiomarina et Colwellia sur la base de leurs homologies de séquences ARNr 16S, ces espèces forment un clade monophylétique. En 2005, lors de la description de l'ordre Alteromonadales dans le Bergey's Manual, la famille Alteromonadaceae y est intégrée comme unique famille de cet ordre et la même année dans la liste des nouveaux noms n°106 séparée en plusieurs familles.

### Liste des genres
Selon la LPSN (19 septembre 2022), la famille des Alteromonadaceae compte 27 genres publiées de manière valide :
- Aestuariibacter, depuis 2004
- Agaribacter, depuis 2014
- Alteromonas, genre type depuis la description de la famille en 2001[2].
- Marinobacter

## Description
Lors de sa description de 2005, la famille Alteromonadaceae reprend la description des Alteromonadales. C'est-à-dire qu'elle est composée de bactéries à Gram négatif avec des bacilles à morphologie droite ou incurvée et mobiles par l'intermédiaire d'un flagelle polaire unique. Ces bacilles ne forment pas d'endospores ni de kystes. La majeure partie des bactéries de cette famille sont des chimiohétérotrophes soit anaérobies facultatifs soit aérobies stricts et qui utilisent l'oxygène comme accepteur d'électrons. La plupart des bactéries de cette famille sont catalase et oxydase positives. Il existe différents types de régimes de croissance : psychrophiles, psychrotolérants et mésophiles. La plupart des espèces nécessitent des ions sodium pour leur croissance et cette croissance est optimale dans des milieux à base d'eau de mer. La source d'azote peut être de l'ammoniaque. Le Coenzyme Q majoritaire est l'ubiquinone-8.
Le pourcentage en bases nucléotidiques GC de l'ADN est situé entre 36 % et 54 54% en 2005.
En général, ce ne sont pas des bactéries pathogènes.

## Habitats
Les bactéries de la famille des Alteromonadaceae sont des bactéries marines. Elles peuvent résider dans différents écosystèmes marins tels que les eaux de surface ou la glace marine ou les sédiments des abysses.